# San Vicente de Robres
San Vicente de Robres es una localidad del municipio de Robres del Castillo en La Rioja (España).

## Demografía
San Vicente de Robres contaba a 1 de enero de 2010 con una población de 16 habitantes, 9 hombres y 7 mujeres. Para el año 2023, la población ascendió a 18 personas, siendo 9 hombres y 9 mujeres.
| Gráfica de evolución demográfica de San Vicente de Robres entre 2001 y 2023                      |
|                                                                                                  |
| Población de derecho (2001-2010) según los censos de población del INE a 1 de enero de cada año. |

## Patrimonio

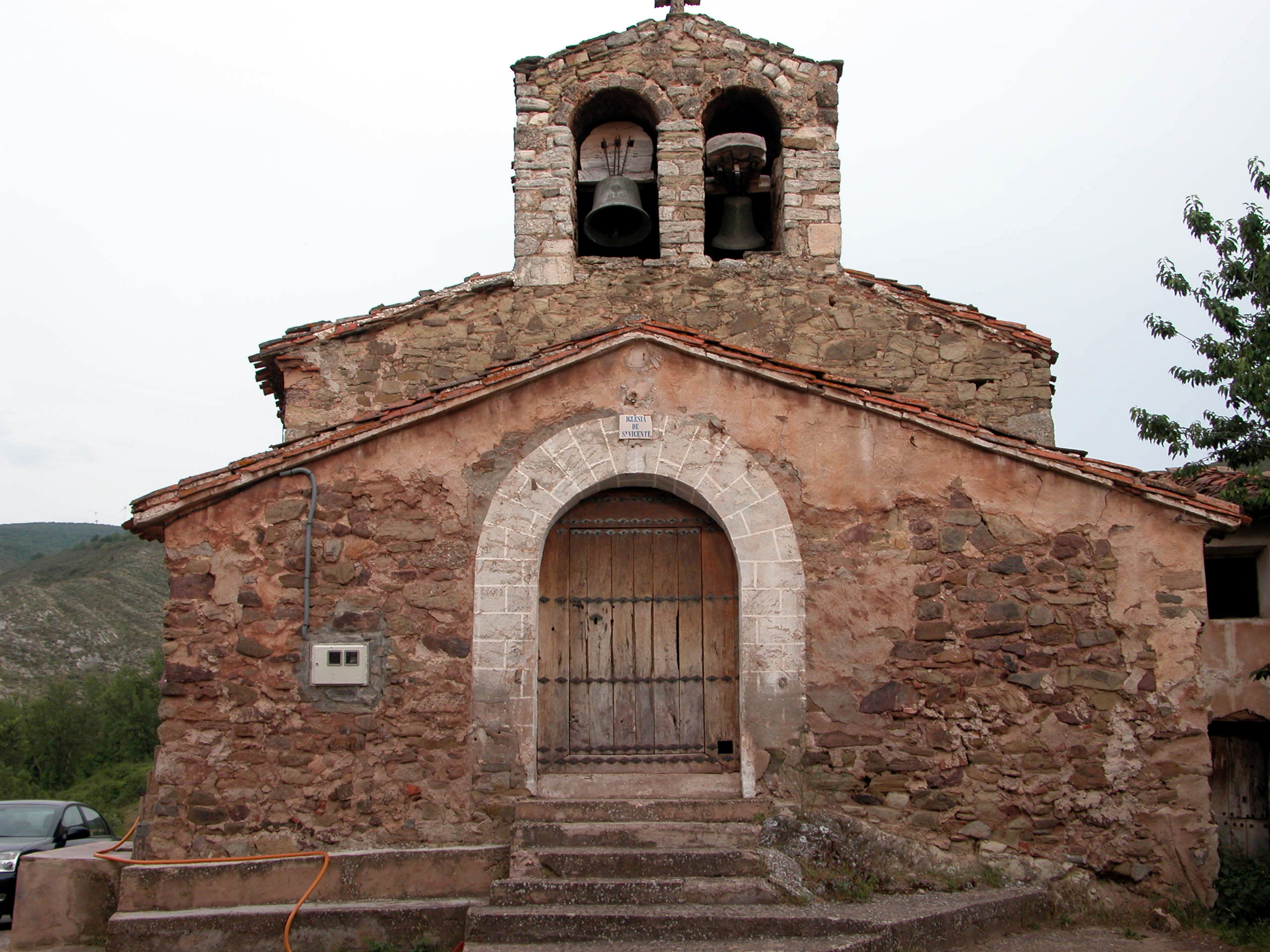
Iglesia de San Vicente.

- Iglesia de San Vicente.